# Силуэт (Marvel Comics)
Силуэт (англ. Silhouette), настоящее имя Силуэт Корд (англ. Silhouette Chord) — вымышленный персонаж, супергерой в Вселенной издательства Marvel Comics. Она впервые появилась в New Warriors (vol. 1) #2 (август 1990 года) и была создана Фабианом Никисой и Марком Бэгли. Силуэт и её брат Аарон Корд («Полуночный Огонь») — мутанты.

## Вымышленная биография

### Происхождение
В 1966 году во время войны во Вьетнаме американский разведывательный патруль в Камбодже наткнулся на древний скрытый храм культа, известного как Дыхание Дракона, который оставался скрытым на протяжении веков. Она была построена на пружине из сырой первичной энергии, называемой «Колодец всех вещей». Жители решили развести высшую расу, которая однажды соединится с путями Запада. Они полагали, что этот союз будет производить детей, способных использовать силу Колодца. Члены разведывательного патруля должны были стать отцами этих детей; Одним из этих людей был Эндрю Корд, человек, который стал отцом Силуэт.

### Полуночный огонь/Паралич
Силуэт и её брат Аарон («Полуночный Огонь») - единственные дети Эндрю Корда, бывшего опекуна Дуэйна Тейлора (Ночной Громила) и его жены Миями (единственной дочери Тай), и родились в Нью-Йорке. Силуэт и Полуночный Огонь действовали как независимые наблюдатели на улицах Нью-Йорка, когда они встретились с Дуэйном (до того, как он стал Ночным Громилой), и трое начали организованные усилия, чтобы уничтожить различные преступные уличные банды в Нью-Йорке. В это время она начала роман с Ночным Громилой.
Это партнёрство закончилось, когда Силуэт была застрелена полицейской стрельбой и где у неё были парализованы ноги. Полуночный Огонь обвинял Дуэйна, становясь убийцей полицейского и наркокартеля, чтобы заманить Дуэйна в физическое противостояние, которое он не мог победить, и Силуэт в конце концов отвернулась от Полуночного Огня. Позже частично парализованная Силуэт воссоединилась с Дуэйном, дистанцируясь от злых действий её брата.
Спустя годы Силуэт воевала с бенгальцами и обратилась за помощью к Новым Воинам. После воссоединения с Дуэйном она раскрыла свою «теневую силу». На неё напал Каратель, но с ним помирились. С Новыми Воинами она сражалась с Белой Королевой и Геллионами. Силуэт затем присоединяется к Новым Воинам в качестве искателя приключений в полный рабочий день.[6] Проблема с её потерей одежды, вызванной её теневыми силами, решена незаконным использованием нестабильных молекул для её костюма. [7] Она впервые столкнулась с Псионексом,[8] а затем с Новыми Воинами и Фантастической четвёркой, сражалась с Терраксом. Силуэт помогла Ночному Громиле расследовать коррупцию в Фонде Тейлора и стала свидетелем попыток самоустраниться Аккорда.. С Новыми Воинами она была захвачена Гедеоном, а затем впервые сражалась со Сфинксом. Рид Ричардс, владелец патента на нестабильные молекулы, дает свое личное благословение для неё, чтобы использовать их, потому что он понимает героическую работу, которую делают Новые Воины.

### Складной круг и Бесконечный крестовый поход
Диего Кассеас, один из других членов разведывательного патруля, теперь называющий себя «Левая Рука», украл у колодца силу колодца, а затем собрал остальных детей в группу под названием «Складной Круг». Кружок попытался взять под контроль Колодец от Тай. Члены Круга, вместе с Новыми Воинами, сумели победить Тай, но Колодец был запечатан, Кассеас и Тай были, по-видимому, убиты, а оставшиеся в живых члены Круга убежали в похищенном Квинджете Мстителей.
Остальные члены Складного Круга позже потерпели крах в Мадрипуре и попытались узурпировать роль местного наркобарона (Аардворд, мутант-преступник-лорд). Они преуспели, но позже были снесены Ночным Громилой и Силуэтом.
Примерно в это же время Силуэт стала помощником / телохранителем с промытыми мозгами космической богине-злодею в ограниченной серии Infinity Crusade. Она спасает большую часть космоса от безумных фантазий Пипа Тролля, к несчастью, как раз вовремя, чтобы воодушевить убийственные фантазии Богини. Богиня оказывается побежденной другими силами.

### Отношения
Какое-то время Силуэт и Ночной Громила были любовниками; Фактически, Дуэйн был влюблен в неё в течение очень долгого времени, но его гнев и целеустремленная одержимость его «миссией» в конце концов оттолкнули её. Силуэт позже подключится к сводному брату Дуэйна Бандиту, и они оба покинули команду.
Силуэт и Бандит переехали в Чикаго вместе, и долгое время от них ничего не было слышно, пока Бандит не появился в Новом Орлеане, пытаясь убедить Белладонну помочь ему уничтожить Гильдию Воров. Именно во время этой истории Гамбит раскрывает тот факт, что Бандит и Силуэт все ещё вместе, и что он только манипулирует Белладонной. Гильдия была разрушена, и Бандит покинул Новый Орлеан и, предположительно, вернулся в Чикаго.

### Универсальный источник
Силуэт - это мутант, подобный Огню её брата Полночи, но в отличие от её бабушки Тай, которая получила полномочия от Универсального Источника.

### Гражданская война
Силуэт рассматривается как член «Секретных мстителей» Капитаном Америкой, заявляя о своей позиции против Закона о регистрации сверхлюдей. Силуэт является частью команды резервного копирования, когда Железный человек хочет встретиться с Капитаном Америка на поле на стадионе Янки, ночью, когда он пуст. Во время встречи все огни стадиона включаются сразу. Пока Ультра Девушка, Человек-Паук и Люк Кейдж атакуют Железного человека, Силуэт уводит Капитана Америку в тень.
Силуэт был идентифицирован как один из 142 зарегистрированных супергероев, которые зарегистрировались после гражданской войны.
Позже она сталкивается с «новым» Ночным Громилой и его новой организации «Новые Воины» и узнает, что он на самом деле Бандит.

## Силы и способности
Благодаря своему генетическому наследию, развитому в течение многих поколений селекционного разведения, Силуэт обладает способностью телепортироваться на короткие расстояния на Земле, путешествуя по Измерению Тёмного. Она может «расплавиться» в любую тень или область тьмы, таким образом, войдя в измерение Тёмного, а затем вновь появиться на Земле через другую тень или область тьмы.
Как и Ночной Змей, Силуэт изначально обладала способностью к теневому слиянию, становясь почти невидимым, находясь под покровом темноты, а также способностью телепортироваться через измерение размера, используя любую доступную тень в качестве портала. Она также могла открывать небольшие порталы, где бы ни существовали тени, и использовать их для нападения на далеких врагов, прокладывая через них костыли.
После волнения в Тёмном, которое затронуло всех, кто использовал его, она обнаружила, что её сила возросла до такой степени, что теперь она могла телепортировать других. Она продемонстрировала эту способность, телепортируя небольшие группы людей вместе с собой, хотя это болезненно и оставляет её исчерпанной. Она также может теперь стать «живой тьмой» и может причинять сильную боль, прокладывая путь через тела своих врагов.
Как и у Брата Полуночного Огня, Силуэт также обладает повышенной скоростью, силой, ловкостью и чувственным восприятием. Она превосходный рукопашный боец и способный боевой художник, а также мастер неуточненного боевого искусства.
Позже в New Warriors (vol. 4) теперь у неё есть способность манипулировать энергией темной силы, чтобы создать усики, в значительной степени аналогично Asylum, другому пользователю Тёмного.

### Оборудование
После того, как её ноги были искалечены из-за травм, нанесенных стрельбой, Ночной Громила спроектировал и построил для неё специальную пару боевых костылей и подножек. Громила разработал костыли, чтобы включить как скрытые электрические Тазеры, которые могут испускать электрические заряды, чтобы оглушить противника, так и тонкий анестезирующий игольный инжектор, который доставил паралитические химикаты. Костыли также оснащены «дымовыми газами» и металлическими пеллетками.
Более поздняя конструкция имела выдвижные брекеты в специально разработанных открытых металлических рукавицах.
Она носит костюм из нестабильных молекул, потому что изначально она могла телепортировать себя и любую неживую материю, состоящую из нестабильных молекул; Поэтому её одежда спадала всякий раз, когда она истощалась.